# Фиалка
Фиа́лка (лат. Víola) — род растений семейства Фиалковые (Violaceae). Известно около пятисот (по некоторым данным — более пятисот) видов, растущих преимущественно в Северном полушарии — в горах и в регионах с умеренным климатом.

## Распространение
Представители рода Фиалка встречаются в большинстве регионов мира с умеренным климатом; наибольшая концентрация видов наблюдается в Северной Америке, Андах и Японии.
Многие виды являются характерными эндемичными растениями для южно-американских Анд; небольшое число видов встречается в субтропической Бразилии, в тропической и Южной Африке (в Капской области); в Австралии, Новой Зеландии, на Сандвичевых островах.

## Биологическое описание
Фиалки — в большей части однолетние или многолетние травянистые растения, изредка полукустарники (виды, растущие в Андах), с попеременными, простыми или перисто-рассечёнными листьями, снабжёнными прилистниками.
Цветки одиночные, пазушные, обоеполые, зигоморфные (открытые и закрытые), околоцветник двойной: пять свободных остающихся чашелистиков с назад обращёнными придатками, пять свободных лепестков, из которых передний со шпорцем. Тычинок пять, они прижаты к пестику, нити у них короткие, передние две тычинки с мешковидным нектарником; связник расширяется над пыльниками в чешуйку. Пестик с верхней, одногнездой, многосемянной завязью, коротким столбиком и головчатым или пластинчатым рыльцем.
Плод — коробочка, вскрывающаяся створками. Семена белковые, с центральным зародышем.

## Применение

### Культивирование декоративных фиалок
Некоторые виды фиалок — излюбленные растения цветников. Распространены многочисленные сорта растения под названием Анютины глазки. Одни из них разводятся ради пахучих цветков, такова Viola odorata (с бесчисленными садовыми разновидностями, помесями и т. п., есть разновидности с простыми и махровыми цветками, есть и ремонтантные); другие — ради ярких цветков всевозможных цветов (одноцветных, пёстрых, светлых и тёмных), формы и размера, каковы Viola tricolor, Viola altaica, Viola lutea и помеси этих и других видов.

### Медицинское применение
Трава фиалки трёхцветной применяется в медицине (лат. Herba Jacea, Herba Violae tricoloris) как мочегонное, противоаллергическое, жаропонижающее средство.

## Вредители и болезни
Симптомы повреждения — объедены листья. Вредители: Клеверная совка (Mamestra trifilii Rott.), Перламутровка фиалковая (Argynnis euphrosyne L.).
Симптомы поражения — поражены листья, стебли, которые покрываются белым или сероватым паутинистым налётом; позднее на нём образуются многочисленные чёрные точки плодовых тел гриба. Болезнь — мучнистая роса, возбудители болезни: Erysiphe cichoracearum f. violarum (Died.) Jacz., Oidium violae Sacc.
Симптомы поражения — порошащие ржаво-коричневые постулы на листьях и черешках. Болезнь — ржавчина, возбудители болезни: Puccinia violae DC. и другие виды.
Симптомы поражения — на листьях различного рода пятна. При сильном поражении листья засыхают. Болезнь — пятнистость. Возбудители болезни: Septoria violae Westend., Phyllosticta tricoloris Sacc., Ascochyta violae Sacc. et Speg., виды Ramularia Unger, Cercospora Fresen.
Симптомы поражения — на листьях, черешках и завязи образуются различной величины и формы вздутия, заполненные чёрной споровой массой. Болезнь — головня, возбудители болезни: Urocystis violae (Sowerby) A.A.Fisch.Waldh., Urocystis kmetiana Magnus.
Симптомы поражения — поражаются основания стебля у всходов и рассады. В месте поражения стебель темнеет и утончается. Больные растения поникают, гибель наступает в течение 3 — 4 дней. Болезнь — чёрная ножка, возбудители болезни — Pythium debarianum R.Hesse, Fusarium sp., Rhizoctonia aderholdii (Ruhland) Marchion.., Olpidium brassicae (Woronin) P.A.Dang.
Симптомы поражения — цветки покрываются серым пушистым налётом, в котором могут появиться мелкие чёрные полоски склероции. Под налётом — гниль цветков, верхней части цветоносов, семян. Болезнь — серая гниль, возбудитель: Botrytis cinerea Pers.
Симптомы поражения — поражаются все надземные части растения. На листьях с верхней стороны образуются желтоватые постепенно буреющие расплывчатые пятна, на нижней стороне которых располагаются едва заметный беловатый или сероватый налёт. Стебли в местах поражения искривляются, поражённые бутоны не зацветают или дают уродливые цветки (диффузная форма). Поражённые органы преждевременно засыхают. Вспышки болезни соответствуют дождливым периодам погоды. Инфекция сохраняется на растительных остатках и в семенах поражённых растений. Болезнь — ложная мучнистая роса, возбудитель: Peronospora violae de Bary.
Симптомы поражения — листья желтеют, стебель у основания темнеет, размягчается. На поражённой части образуется налёт: при фитофторозе — белый паутинистый, при ризоктониозе — бурый войлочный; при склеротиниозе — белый ватообразнный. В последнем случае гниль может распространяться по стеблю вверх, внутри стебля также образуются скопления мицелия и крупные чёрные склекроции. Растения, как правило погибают. Заболеванию способствует избыток влаги в почве, повышенная кислотность почвенного раствора. Инфекция сохраняется в почве. Болезнь — гниль корней и основания стебля. Возбудители: Rhizoctonia, Sclerotinia, Phytophtora cryptogea Peth. et Laff.
Симптомы поражения — пёстролепестность на цветках. Листья становятся хлоротичными, концы их отмирают. Болезнь — пёстролепестность, возбудитель вирус огуречной мозаики (Cucumius mosaic virus 1). Переносчики инфекции тли: Muzus persicae, Macrosiphon solonifolii и др.
Симптомы поражения — на листьях развиваются многочисленные некротические кольца с тёмно-зелёными центрами. Болезнь — вирус кольцевой пятнистости табака, возбудитель — вирус кольцевой пятнистости табака (Tobacco ringspot virus).
Симптомы поражения — поражены надземные части растения (листья, цветки), больные растения угнетены и отстают в развитии. Вредитель — паразит надземной части растений земляничная нематода (Aphelenchoides fragariae (Ritzema Bos)).
Симптомы поражения — поражены корни растения, больные растения угнетены и отстают в развитии, теряют декоративность. Вредитель — паразит корней растений галловая нематода (Meloidogyne spp.).
Симптомы поражения — поражены корни растения, с образованием на них некрозов, больные растения угнетены, отстают в росте. Вредитель — паразит корней растений паралонгидорус большой (Paralongidirus maximus (Bütsch.) Sidd.).
Симптомы поражения — поражены корни растения, вследствие их редукции. На начальных стадиях заболевания на корнях образуются жёлтые некротические пятна. Покровные ткани корней поражены нематодой и открыты для доступа патогенной грибной и бактериальной микрофлоре. С течением времени заражённые корни темнеют и отмирают. Больные растения угнетены, отстают в развитии, теряют декоративность. Вредители — пратиленхи: проникающий пратиленх (Pratylenchus penetras  (Gobb.) Filip et Sch.St.), ранящая короткотелая нематода (Pratylenchus vulnus  All. et Jens.).

## Виды

### Виды фиалок, распространённые на территории России
В Европейской части России встречается около двадцати видов фиалок. Наиболее часто встречаются:
- Фиалка болотная (Viola palustris L.) — по болотам, болотистым лугам и лесам, берегам водоёмов.
- Фиалка Виттрока (Viola × wittrockiana Gams ex Hegi), садовые анютины глазки — широко культивируемый вид, садовый гибрид Viola altaica Ker Gawl. × Viola lutea  Huds. × Viola tricolor L.
- Фиалка душистая (Viola odorata L.) — встречается редко, часто культивируется в садах, парках, на кладбищах.
- Фиалка опушённая (Viola hirta L.) — в лесах, на лугах, в степи.
- Фиалка одноцветковая (Viola uniflora L.) — произрастает в смешанных травяных и травяно-моховых лесах, редколесьях, тундрах, лугах, луговых склонах в Сибири, Монголии, на Дальнем Востоке.
- Фиалка полевая (Viola arvensis Murr.) — сорное на полях, вдоль дорог.
- Фиалка собачья (Viola canina L.) — по сухим песчаным склонам, лугам, верещатникам, в лесах, кустарниках; цветёт с апреля по июнь непахучими, одноцветными светло-синими цветками; воздушные стебли несут яйцевидно-сердцевидные листья с короткими прилистниками.
- Фиалка топяная (Viola uliginosa Bess.) — по сырым пойменным лугам и лесам, берегам рек, ручьёв.
- Фиалка трёхцветная (Viola tricolor L.), анютины глазки — по полям, лугам, холмам; цветки или одноцветные (жёлтые или беловатые), или двуцветные (нижний лепесток жёлтый, остальные фиолетовые), рыльце круглое.
- Фиалка удивительная (Viola mirabilis L.) — по дубравам, реже другим лесам, стеблей нет, светло-фиолетовые цветки пахучие.
- Фиалка двуцветковая (Viola biflora L.) — по тундрам, альпийским лугам, берегам рек и озёр, в хвойных и берёзовых лесах.

### Некоторые другие виды фиалок
- Фиалка крючковато-изогнутая (Viola adunca) — вид, широко распространённый в Северной Америке; растения высотой от 5 до 10 см с листьями, имеющими пурпурный оттенок, и фиолетовыми цветками.
- Фиалка канадская (Viola canadensis) — вид из горных лесистых районов Северной Америки; растения с тонкими стеблями, высотой от 5 до 10 см с листьями, имеющими пурпурный оттенок, и фиолетовыми цветками.
- Фиалка рогатая (Viola cornuta) — вид из горных районов Пиренеев; растения с относительно крупными цветками и длинными, до 15 см, цветоножками; у цветков сзади имеется шпора. Окраска цветков — от бледно-голубой до тёмно-фиолетовой.

|                                              |
| Фиалки на почтовых марках Украины и Германии |

- Фиалка клобучковая (Viola cucullata) — вид, широко распространённый в Северной Америке; растения высотой до 20 см.
- Фиалка персиколистная (Viola persicifolia)
- Фиалка крийская (Viola cryana)

## Прочие сведения
Фиалка и узамбарская фиалка (сенполия) с точки зрения классификации далеки друг от друга: они относятся не только к разным семействам (соответственно фиалковым и геснериевым), но и к разным порядкам (в системе классификации APG II — соответственно мальпигиецветным и ясноткоцветным).

## В астрономии
В честь фиалки назван астероид (1076) Виола, открытый в 1926 году немецким астрономом Карлом Рейнмутом в обсерватории Хайдельберг